# 巴尔塔尔 (帕雷德斯)
巴尔塔尔是葡萄牙波尔图区的一个堂区。总面积7.7平方公里，总人口4666人，人口密度606人/平方公里。